# Bokförlaget Daidalos

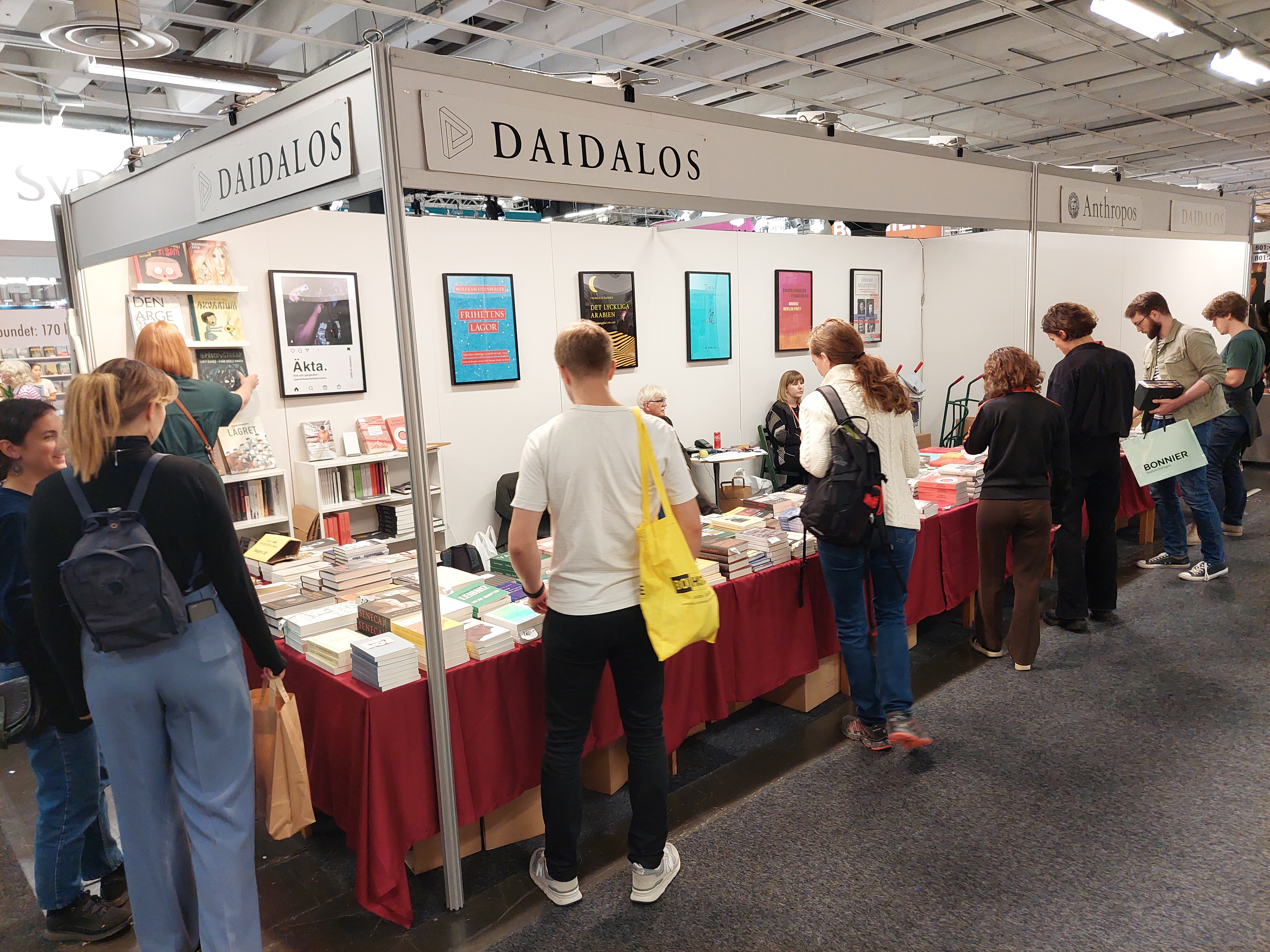
Bokförlaget Daidalos på Bokmässan 2023

Bokförlaget Daidalos är ett bokförlag i Göteborg som sedan 1982 ger ut böcker om filosofi, samhällsvetenskap, pedagogik, ekonomi och historia. Namnet härrör från Daidalos i grekisk mytologi.

## Exempel på böcker utgivna av bokförlaget[2]
Nedan följer ett urval av böcker utgivna på Bokförlaget Daidalos: 
- En teori om rättvisa (John Rawls)
- Folkens rätt (John Rawls)
- Vad rättvisan kräver. Grunddrag i en politisk liberalism (John Rawls)
- Auschwitz och det moderna samhället (Zygmunt Bauman)
- Konsumtionsliv (Zygmunt Bauman)
- Flytande rädsla (Zygmunt Bauman)
- Om den eviga freden (Immanuel Kant)
- Totalitarismens ursprung (Hanna Arendt)
- Om våld (Hanna Arendt)
- För en tvetydighetens moral (Simone de Beauvoir)
- Den kosmopolitiska blicken. Eller: Krig är fred (Ulrich Beck)
- Essäer (Francis Bacon)
- Maktens ansikten (Steven Lukes)
- Köpt tid. Den demokratiska kapitalismens uppskjutna kris (Wolfgang Streeck)